# Nangō (Miyagi)
Nangō (jap. 南郷町 Nangō-chō) war eine Stadt im Tōda-gun in der japanischen Präfektur Miyagi.

## Geschichte
Das Mura Nangō (南郷村, -mura) wurde am 1. Juli 1954 zur Chō ernannt.
Am 1. Januar 2006 schloss sich Nangō mit der Chō Kogota (小牛田町, -chō) zur neuen Machi Misato (美里町, -machi) zusammen.

## Verkehr
- Nationalstraße 346 nach Sendai oder Kesennuma

## Städtepartnerschaften
- Nangō in der Präfektur Aomori (29. Oktober 1991 bis 10. Februar 2005)
- Nangō in der Präfektur Fukushima (29. Oktober 1991 bis 10. Februar 2005)
- Nangō im Higashiusuki-gun der Präfektur Miyazaki  (29. Oktober 1991 bis 10. Februar 2005)
- Nangō im Minaminaka-gun der Präfektur Miyazaki (29. Oktober 1991 bis 10. Februar 2005)
- Changqing, Jinan, Shandong (seit 20. Juni 1996)

## Bildung
In Nangō befanden sich 1 Ober-, 1 Mittel- und 2 Grundschulen.

## Söhne und Töchter der Stadt
- Chihiro Onitsuka (Sängerin)